# Eugène Sue

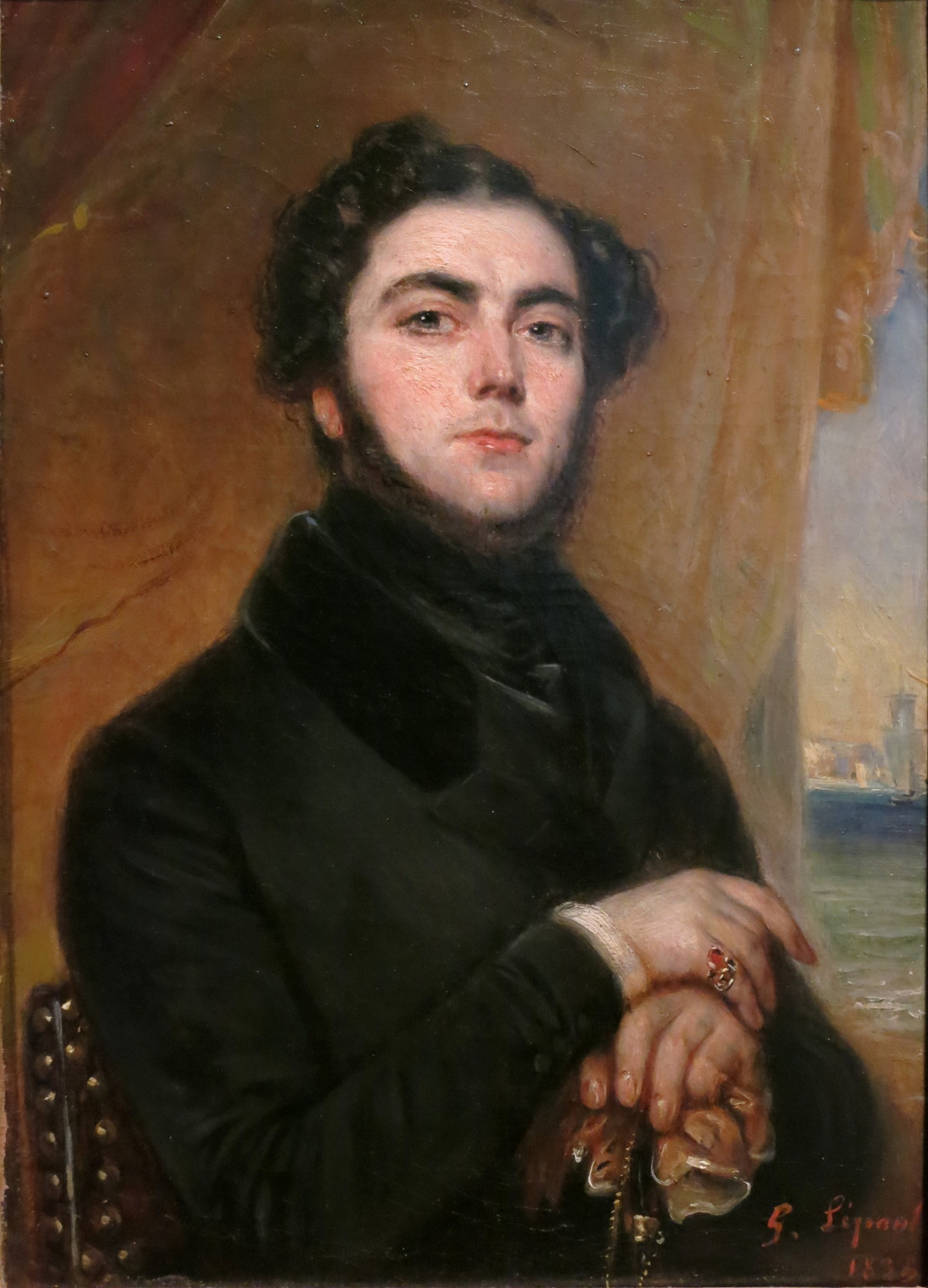
Eugène Sue

Eugène Sue [øʒɛnsy], eigentlich Joseph-Marie Sue (* 10. Dezember 1804 in Paris; † 3. August 1857 in Annecy) war ein französischer Schriftsteller. In den 1840er Jahren war er einer der meistgelesenen und einflussreichsten Romanciers Frankreichs. Er ist in die Literaturgeschichte eingegangen als einer der Begründer des Fortsetzungsromans in Tageszeitungen und als Verfasser des vielleicht erfolgreichsten Feuilletonromans überhaupt, Les mystères de Paris (dt. Die Geheimnisse von Paris).

## Leben und Schaffen

### Jugend und Werdezeit
Sue wuchs auf als Sohn eines wohlhabenden und hochangesehenen Chefarztes und dessen zweiter Frau. Er verließ mit 16 vorzeitig das Gymnasium und ging als Arzthelfer ohne akademische Ausbildung zunächst bei seinem Vater in die Lehre. 1823 nahm er als Hilfschirurg am Spanienfeldzug der französischen Armee teil und blieb noch eine Weile bei den in Cádiz stationierten Truppen. 1825 wechselte er zur Marine nach Toulon. Hier übte er erstmals nebenher seine Feder als Journalist. 1826 machte er als junger Marinearzt zwei längere Seereisen (Südsee und Antillen) und war 1827 beim Sieg der vereinigten englisch-französisch-russischen Flotte gegen die türkisch-ägyptische Flotte vor Navarino dabei, der entscheidend zur Unabhängigkeit Griechenlands beitrug.
Seit 1828 zurück in Paris, interessierte Sue sich für Malerei, betätigte sich aber auch als Journalist mit Artikeln für die Zeitschrift La Mode von Émile de Girardin, der in den Folgejahren durch die Einführung der Annonce und die dadurch mögliche Verbilligung der Zeitungen die französische Presse revolutionierte. Für La Mode verfasste Sue erste erzählende Texte, z. B. Kernock le pirate und El Gitano (span. „Der Zigeuner“).
Im Jahr 1830 erbte er von seinem Vater ein bedeutendes Vermögen und begann ein Dandy-Leben in besten Pariser Kreisen. Nebenher schrieb er weiter Erzählungen und Romane für diverse Zeitschriften. In den Jahren von 1835 bis 1837 publizierte er eine fünfbändige Histoire de la marine française. Nachdem er 1838 das väterliche Erbe fast aufgebraucht hatte, suchte er mit der Schriftstellerei seinen Unterhalt zu verdienen. Hierbei betätigte er sich zunächst überwiegend im gerade modischen Genre des „Sittenromans“, versuchte sich aber auch mit einem Co-Autor als Dramatiker.

### Wirken als gesellschaftlich engagierter Schriftsteller
Im Jahr 1841 wandelte Sue sich vom unpolitischen Dandy zum engagierten Sozialisten, der sich für die Probleme des mit der Industrialisierung rasch wachsenden Pariser Proletariats zu interessieren begann und dieses Interesse literarisch umzusetzen versuchte.

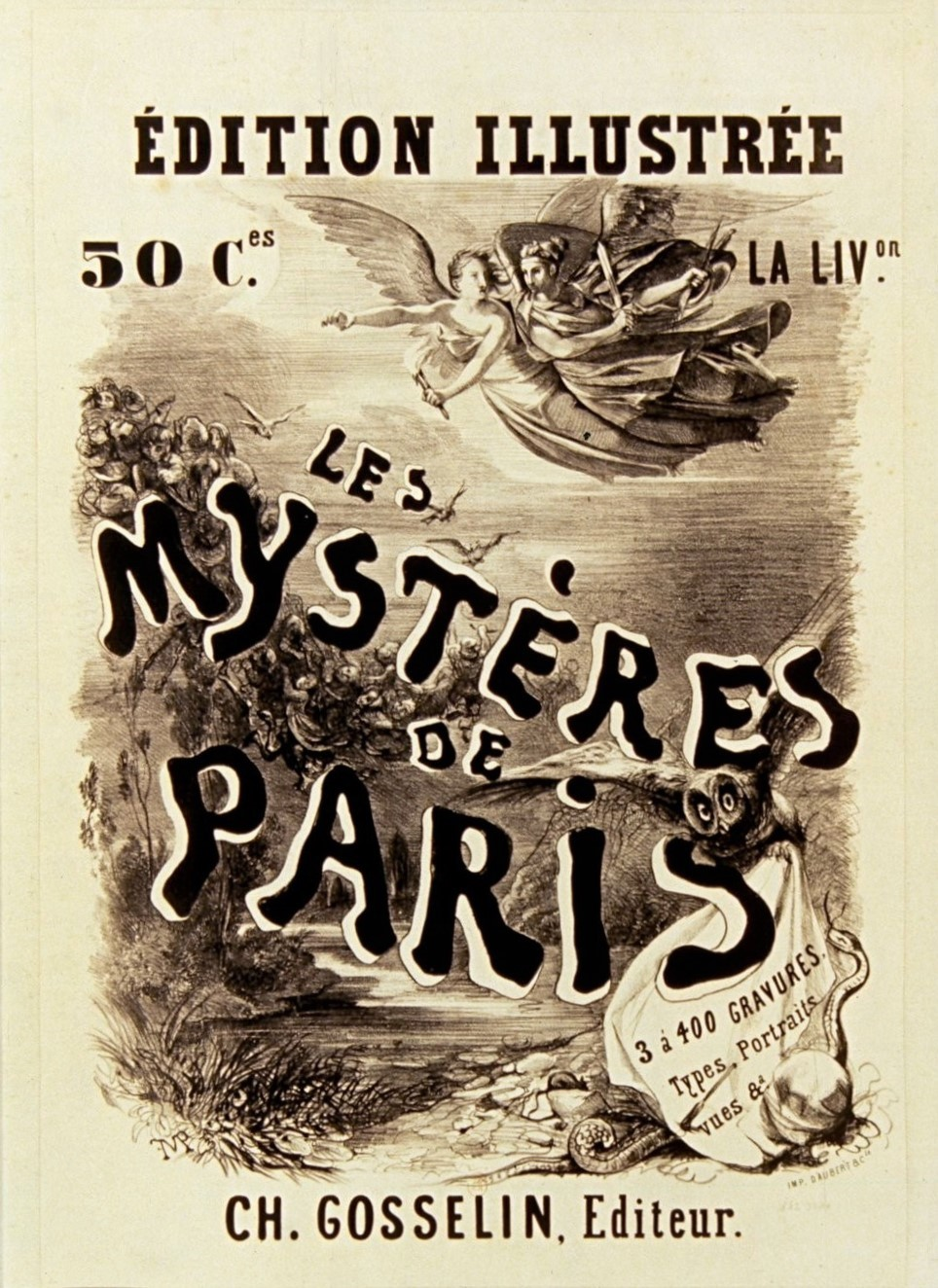
Plakat zur Ankündigung des Romans Les Mystères de Paris

Schlagartig berühmt wurde Sue dann 1843 mit den Mystères de Paris (Die Geheimnisse von Paris), die vom 19. Juni 1842 bis zum 15. Oktober 1843 fast täglich in der (eher konservativen) Tageszeitung Le Journal des Débats erschienen und zu einem literarischen und sozialen Ereignis ersten Ranges wurden. Dieses keinem zielstrebigen Plan folgende, aus einer Serie locker gereihter Episoden bestehende Werk, in das auch zahllose Leser-Vorschläge aus allen Bevölkerungsgruppen eingeflossen sind, handelt von intriganten Adelsparteien und besonders dem Pariser Unterschichten-Milieu, dessen schwieriger Alltag zwischen Arbeit, Elend und Verbrechen von Sue teils realistisch, teils pittoresk idealisierend, aber immer spannend und mit wachsender Anteilnahme geschildert wird. Eine zentrale Person und Identifikationsfigur des Autors ist hierbei der Comte (dt. „Graf“) de Gérolstein, der sich als „Rodolphe“ inkognito unter das Volk begibt und rettend und rächend als eine Art „Superman“ auftritt. Auch eine siebenstündige Theaterversion, die Sue mit einem Co-Autor 1844 verfasste, war ein großer Erfolg.
Hiernach führte er die Romanform der Mystères fort mit Le Juif errant (Der ewige Jude), der von Juni 1844 bis Oktober 1845, nunmehr im eher linken Blatt Le Constitutionnel, herauskam und worin er sein soziales und vor allem sein politisches Engagement noch verstärkte, und zwar im Sinne eines radikalen Antiklerikalismus. Antoine-François Varner schrieb nach dieser Vorlage das Vaudeville Le nouveau juif errant.
Weniger erfolgreich war ein weiterer Versuch Sues im Constitutionnel mit dem sozial engagierten Roman Martin l’enfant trouvé (dt. Martin das Findelkind) in den Jahren 1846/47. Ebenfalls nur mäßig erfolgreich war das wieder dem Sittenroman nahestehende Fortsetzungswerk Les sept péchés capitaux (dt. „Die sieben Todsünden“) 1847–51.
Bei der Februarrevolution 1848 trat Sue als linker Journalist und Politaktivist auf den Plan, der 1850 auch zum Abgeordneten gewählt wurde.
Nach dem Staatsstreich von Louis-Napoléon Bonaparte 1851 wurde er kurz verhaftet und emigrierte ins damals (bis 1860) noch piemontesische Savoyen. Hier schrieb er, neben anderen fiktionalen und politischen Texten, ein schon 1849 begonnenes Werk zu Ende, das schließlich rund 6000 Seiten umfasste: Les Mystères du peuple (Die Geheimnisse des Volkes). Es ist eine gewissermaßen aus der Perspektive von unten gesehene Geschichte Frankreichs von der Keltenzeit um 50 v. Chr. bis 1848, dargestellt als Familiensaga einer bretonischen Unterschichtfamilie.
Nach dem Abschluss dieses Buches 1856 unternahm Sue eine größere Europareise und starb einige Monate nach der Rückkehr. Ein weiteres monumentales Werk, Les Mystères du monde (Die Geheimnisse der Welt), das Ungerechtigkeiten und Nöte in aller Welt darstellen sollte, kam über Anfänge nicht hinaus.

### Die Geheimnisse von Paris
Die Handlung der ursprünglich als Fortsetzungsroman im Feuilleton erschienenen Geschichte ist wegen ihrer Komplexität kaum in Kürze wiederzugeben. Zu Veranschaulichung im Folgenden die Inhaltsangabe der Kapitel 1 bis 14. Die vollständige Ausgabe von 1988 umfasst 169 Kapitel in 15 Teilen plus Epilog auf insgesamt 1977 illustrierten Seiten. Der Roman ist in den meisten Ausgaben auf 65 Kapitel angelegt.
Die Erzählung spielt im Paris der Mitte des 19. Jahrhunderts: In einem Armenviertel treffen in der Kneipe „Zum weißen Kaninchen“ verschiedene Menschen aufeinander. Der „Messerstecher“ (ein Ganove), die „Sängerin“ (eine 16-jährige Waise), auch „Marienblume“ genannt, die „Eule“, die sie aufzog und misshandelte und der „Schulmeister“, ein aus dem Gefängnis entflohener Raubmörder und Verbündeter der Eule. Ein Unbekannter schützt die Sängerin vor dem Messerstecher. Er spricht mit seinesgleichen Englisch und nennt sich „Rodolphe“. Sein Verbündeter ist ein als „Kohlenträger“ Verkleideter namens Murph, der ihn warnt, dass „Sarah“ und „Tom“ ihm auf der Spur seien. Er flieht vor den beiden, die kurz darauf in der Kneipe nach ihm fragen und ebenfalls Englisch sprechen. Als Sarah und Tom die Kneipe verlassen, werden sie vom Schulmeister überfallen und ausgeraubt. Um ihr Leben zu retten, versprechen sie ihm noch mehr Geld zu geben, das bei einem Treffen auf einer Ebene vor Paris übergeben werden soll. Währenddessen bringt Rodolphe die Sängerin zu einer wohlhabenden Bäuerin aufs Land, die seine Amme war, um sie aus den Zwängen der Not zu befreien. Zurück in Paris will er dem Schulmeister eine Falle stellen, der ihn jedoch durchschaut und beinahe umbringt. Rodolphes Gehilfe, der Kohlenträger – in Wirklichkeit ein englischer Landadliger – wird dabei schwer verletzt. Ein schwarzer Arzt, David, pflegt die beiden und spricht Rodolphe als „Hoheit“ an. Inzwischen ist aus dem Messerstecher ein Verbündeter Rodolphes geworden. Um ihm zu danken, schenkt ihm Rodolphe ein Landgut in Algerien, das gegen Araber zu verteidigen ist und so auch den kämpferischen Impulsen des Messerstechers entgegenkommt. Bei dem Kampf zwischen Rodolphe und dem Schulmeister gelingt es Rodolphes Leuten, Letzteren gefangen zu nehmen. Rodolphe will ihn jedoch nicht der Justiz ausliefern oder selber töten, sondern ihn schwächen und ihm Gelegenheit zur Reue geben. Er lässt ihm durch David das Augenlicht nehmen und setzt ihm eine kleine Rente aus, die er in einem Pflegeheim auf dem Land verbrauchen soll. Der Schulmeister schwört ihm Rache. Es stellt sich auch heraus, dass die Bäuerin die Frau des Schulmeisters war, der in seinem früheren Leben ein erfolgreicher Geschäftsmann gewesen war. Aufgrund seines schlechten Charakters verspielte er sein Vermögen und wurde zum Verbrecher. Mit der Bäuerin hat er einen gemeinsamen Sohn, den er entführt hatte und der ihm dann entlaufen ist, der aber in einem Schriftstück erwähnt wird und im Verlauf der späteren Handlung noch eine wichtige Rolle spielt. Der Leser erfährt jetzt auch, dass Rodolphe ein regierender deutscher Großherzog ist und Sarah und Tom ehemalige adlige Freunde sind, die auf Grund eines Vorfalles zu Gegnern wurden.
Im weiteren Verlauf der Kapitel 15 bis 65 wird deutlich, dass Rodolphe einst ein Verhältnis mit Sarah, einer englischen Herzogin hatte, aus dem ein uneheliches Kind hervorging, nämlich die Sängerin. Um es loszuwerden, übergab Sarah dieses Kind dem Notar Ferrand, berühmt für seine Ehrenhaftigkeit, mit dem Auftrag, es in Pflege zu geben und versorgte es mit einer Lebensrente, die im Todesfall dem Pfleger zugutekommen sollte. Ferrand ließ das Mädchen über einen Strohmann für wenig Geld an die Eule verkaufen und stellte einen fingierten Totenschein aus. Die Lebensrente teilte er sich mit dem „Pfleger“. Ein junger Mann, Germain, der bei Ferrand arbeitete, stellt sich als der verlorene Sohn des Schulmeisters und der Bäuerin heraus. Nach vielen Umwegen wird die Sängerin als Kind des Großfürsten Rudolf von Gerolstein, vormals Rodolpe, legitimiert und zur Prinzessin. Sie verliebt sich in einen Herzog, kann aber ihre Vergangenheit als Pariser Straßenmädchen nicht vergessen und geht deshalb in ein Kloster. Dort avanciert sie zur Äbtissin, stirbt aber wenig später. Der Schulmeister erschlägt die Eule, die seine Blindheit nutzt, ihn zu misshandeln und endet im Irrenhaus. Sein letzter Trost ist, dass ihm sein Sohn vergibt. In die Handlung hinein verwoben sind eine Reihe anderer Figuren, die entweder ihr Glück finden oder die Rache des Schicksals.
Die Wirkung der Geschichte beruht nicht nur auf den überraschenden Wendungen und häufigen Spannungsmomenten, sondern auch auf der atmosphärisch dichten Schilderung unterschiedlicher Milieus und der anschaulichen Darstellung verschiedener Charaktere.

## Wirkung
Sues Fortsetzungsromane der 1840er Jahre und ihre zahllosen Übersetzungen und Nachahmungen in ganz Europa bedeuteten den Durchbruch des neuen Genres des Fortsetzungsromans im Feuilleton der vielen neu gegründeten Tageszeitungen, die sich ihrerseits von leicht konsumierbarem Lesestoff für ein breites Publikum höhere Käuferzahlen und größere Marktanteile erhofften.
Von allen ausländischen Autoren im 19. Jahrhundert hat Sue neben Charles Dickens den tiefgreifendsten Einfluss auf die zeitgenössische deutsche Literatur ausgeübt, und zwar von der Hoch- bis in die Bereiche der Trivialliteratur und Kolportage. Das trifft besonders auf die Geheimnisse von Paris zu, die unmittelbar nach ihrem Erscheinen in Deutschland in zahlreichen Parallelübersetzungen kursierten und eine Flut von Nachahmern hervorriefen. Vor allem Autoren anspruchsloser Unterhaltungsliteratur wollten die Geheimnisse europäischer Haupt- und deutscher Residenzstädte enthüllen und fassten erstmals die kriminelle Unterwelt und soziale Gebrechen urbanen Lebens ins Auge. Sue färbte sowohl auf den sozialen Roman im Vor- und Nachmärz (Ernst Dronke, Hermann Klencke, Luise Mühlbach, Theodor Oelckers, Louise Otto-Peters, Robert Prutz, Georg Weerth, Ernst Willkomm) ab, als auch auf Autoren des Realismus von Gutzkow und Raabe über Gustav Freytag bis zum alten Fontane. Fontane rechnete noch 1889 Sues „Geheimnisse von Paris“ und „Der ewige Jude“ zu den „besten Büchern“ überhaupt. Während jedoch die Autoren des Poetischen Realismus die soziale Wirklichkeit nach 1850 verklärend darstellten, ausblendeten oder humoristisch übertünchten (darin Dickens folgend), verfuhr Sue während der 1840er Jahre in seiner Wirklichkeitsdarstellung schon viel radikaler und kann als Vorläufer der naturalistischen Bewegung gelten. Sue hat nicht nur den deutschen Feuilletonroman beflügelt, sondern auch eine immense Wirkung auf die Entwicklung des Kolportageromans von John Retcliffe bis Karl May ausgeübt.

Sue leistete einen Beitrag zur Bewusstmachung der sozialen Probleme seiner Zeit. Ein Zeuge hierfür ist Friedrich Engels, der im Februar 1844 schreibt: 

„Der wohlbekannte Roman von Eugène Sue, die ‚Geheimnisse von Paris‘, hat auf die öffentliche Meinung, ganz besonders in Deutschland, tiefen Eindruck gemacht; die eindringliche Art, in der dieses Buch das Elend und die Demoralisierung darstellt, die in großen Städten das Los der ‚unteren Stände‘ sind, mußte notwendig die Aufmerksamkeit der Öffentlichkeit auf die Lage der Armen im allgemeinen lenken.“

 Nur ein Jahr später nahmen Karl Marx und Friedrich Engels eine Rezension von Sues Werk durch den Junghegelianer Franz Szeliga (d. i. Franz von Zychlinski) zum Anlass, sich in der Heiligen Familie kritisch mit dem Roman auseinanderzusetzen. „Systematisch und mit beißendem Sarkasmus werden Sues unkontrollierte, journalistische Einfälle und die Inkonsequenzen seines von Charles Fourier entlehnten Sozialutopismus, der nur dem Sensationsbedürfnis des Lesers diene, erbarmungslos zerpflückt und widerlegt.“
Eine andere Wirkung ist die Aufnahme von Passagen aus Les Mystères du Peuple durch Maurice Joly in seinen Gesprächen in der Unterwelt zwischen Machiavelli und Montesquieu von 1864, die wiederum eine wesentliche Grundlage der bis heute weitverbreiteten antisemitischen Kampfschrift Protokolle der Weisen von Zion bilden.
Im 20. Jahrhundert wurde Die Geheimnisse von Paris häufig verfilmt, es erschienen allein drei Stummfilm-Adaptionen, von Victorin-Hippolyte Jasset (1909), Albert Capellani (1911) und Charles Burguet (1922). Eine erste Tonfilmversion drehte 1935 Félix Gandéra, gefolgt von Jacques de Baroncelli (1943). Auch Fernando Cerchios Film Die Bestie von Paris (1957) sowie André Hunebelles Der Graf mit der eisernen Faust (1962) mit Jean Marais basierten auf Sues Geheimnissen von Paris. 1980 drehte André Michel als bis dahin aufwändigste Verfilmung den Fernseh-Fünfteiler Die Geheimnisse von Paris in französisch-deutscher Koproduktion mit Sigmar Solbach, Christine Deschaumes, Jacques Seiler und Noëlle Leiris in den Hauptrollen; diese Miniserie wurde 1982 zum ersten Mal im Ersten Deutschen Fernsehen ausgestrahlt.

## Werke (Übersetzungen ins Deutsche, Auswahl)

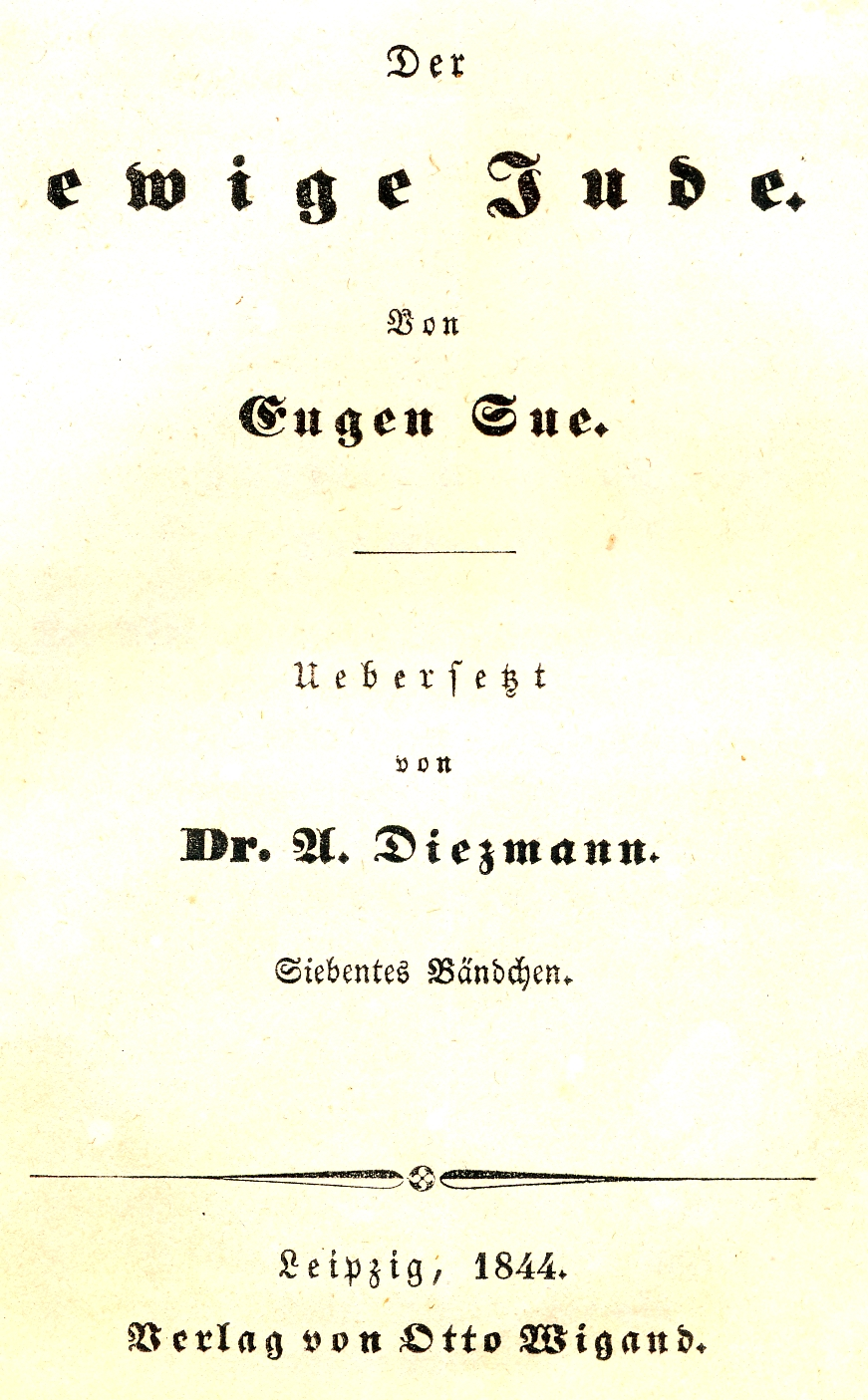
Der ewige Jude, Leipzig 1844 (Titelseite)

- Der Salamander. Ein Roman aus dem Seeleben. Deutsch von L[udwig] von Alvensleben. Peeters, Leipzig 1832. („La Salamandre“)
- Die Kunst zu gefallen. Novelle („L'Art de Plaire“). Wigand Verlag, Leipzig 1844 (übersetzt von Ludwig von Alvensleben).
- Die Geheimnisse von Paris. Übersetzt von A[ugust] Diezmann. Bd. 1–8. Mit Illustr. von Theodor Hosemann. Meyer & Hofmann, Berlin 1843. (Angebunden an Band 8: Gerolstein. Schluß der Geheimnisse von Paris. Deutsch von Heinrich Börnstein.)
- Der ewige Jude. Deutsch von Ludwig Eichler. Illustriert von C. Richard. 10 Bde. Weber, Leipzig 1844/1845. Band 2 Digitalisat Band 6, Digitalisat.
- Martin der Findling oder Memoiren eines Kammerdieners. Deutsche Originalausgabe unter Mitwirkung von Ludwig Wesché, Bd. 1–8, Leipzig, Verlag von Christian Ernst Kollmann 1846–47
- Die Geheimnisse von Paris. Vollständige Ausgabe. Aus dem Französischen von Helmut Kossodo. Mit zeitgen. Illustr. Bd. 1–3. Insel Verlag, Frankfurt am Main 1988. (Insel Taschenbuch 1080); dass. in zwei Bdn. 2008, ISBN 978-3-458-35088-0. - Vollständige Taschenbuchausgabe. Aus dem Französischen übersetzt von N. O. Scarpi. Droemersche Verlagsanstalt Th. Knaur Nachf., München/Zürich, ISBN 3-426-02008-4

## Nachahmungen der „Geheimnisse von Paris“ (Auswahl)
- [Anon.:] Die Geheimnisse von Berlin. Aus den Papieren eines Berliner Kriminal-Beamten. Mit Illustrationen in Stahlstich von P. Habelmann. 6 Bde., Berlin, 1844. (1987 erschien eine gekürzte u. bearb. Neuausgabe von Paul Thiel im Verlag Das Neue Berlin.)
- August Braß: Die Mysterien von Berlin. 5 Bde., Berlin, 1844.
- L. Schubar [d. i. Rudolf Lubarsch]: Mysterien von Berlin. 12 Bde. Berlin, 1844/46
- R. B. [d. i. Robert Bürkner]: Geheimnisse von Königsberg. Ein Roman. Bd. 1 [mehr nicht erschienen]. Königsberg, 1844
- Julian Chownitz [d. i. Joseph Chowanetz]: Die Geheimnisse von Wien. 2 Bde., Leipzig, 1844.
- Eduard Breier: Die Geheimnisse von Wien. Sittengemälde aus der Gegenwart. Jasper u. Hügel, Wien 1852. (Erschienen ist wohl nur die 1. Abteilung mit vier Bänden unter dem Titel Die Ritter vom Griff 4 Bde.)
- Johann Wilhelm Christern: Die Geheimnisse von Hamburg. 2 Bde., Hamburg u. Leipzig, 1845.
- L. van Eikenhorst [d. i. Jan David de Vries]: Amsterdams Geheimnisse. Aus dem Holländischen von E(dmund) Zoller. 12 Teile, Stuttgart, 1845. (Das belletristische Ausland. Bd. 395–406.)
- George Hesekiel: Die Bastardbrüder oder Geheimnisse von Altenburg. Roman. Aus dem Nachlaß eines Criminalbeamten. 2 Bde., Altenburg, 1845.
- Suan de Varennes: Die Mysterien von Brüssel. Deutsch bearbeitet von E[dmund] Zoller. 13 Bdchn., Stuttgart, 1846/47. (Das belletristische Ausland. Bd. 541–545, 801–808.)
- Heinrich Ritter von Levitschnigg: Die Geheimnisse von Pest. 4 Bde., Wien, 1853.
- Jakob Alešovec: Laibacher Mysterien: Sittenroman aus der Gegenwart. Ljubljana, 1868.

## Bearbeitungen von Werken Sues
- Das Mährlein von Fletsch und Winzelchen : Eine hübsche und belehrende Geschichte für Kinder. Nach Eugène Sue, bearbeitet von Franz Lauter. - Frankfurt a. M : Ullmann, 1844. Digitalisierte Ausgabe der Universitäts- und Landesbibliothek Düsseldorf
- Les Mystères de Paris war Vorlage für Johann Nestroys Posse Lady und Schneider aus dem Jahr 1849 mit Musik von Michael Hebenstreit
- L'Orgueil. La Duchesse war Vorlage für Johann Nestroys Posse Kampl aus dem Jahr 1852 mit Musik von Carl Binder
- Atar Gull oder: Das Schicksal eines vorbildlichen Sklaven. Comic von Nury/Brüno nach dem Roman Atar Gull, Avant-Verlag, Berlin 2012[11]